# Personnages de Crayon Shin-chan

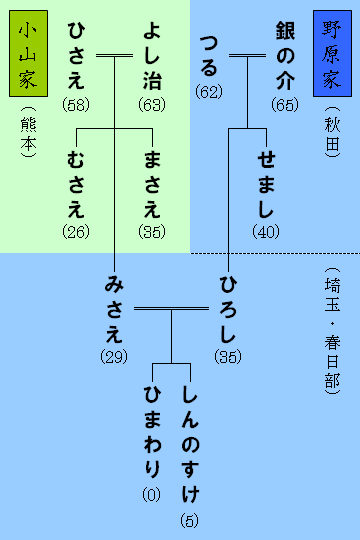
Arbre généalogique de Crayon Shin-chan

Cette liste détaille les personnages de l'univers du manga et du dessin-animé Shin Chan créé par Yoshito Usui (1958-2009). La liste ne détaille que les personnages ayant été doublés en version française. En France, les épisodes ont été diffusés sur Fox Kids en 2002, et sur Jetix en 2004.

## Famille Nohara
- Shinnosuke Nohara (野原 しんのすけ, Nohara Shinnosuke?, Shin-Chan)
  - Voix japonaise: Akiko Yajima (1992 à juin 2018)→Yumiko Kobayashi (depuis juillet 2018)
  - Voix française: Marie Van Ermengem

Shinnosuke est le personnage principal de la série. Il est en maternelle et il est âgé de 5 ans. Shinnosuke ne rate jamais un épisode de son super-héros préféré nommé Action Kamen. Sa nature d'enfant d'école primaire fait quelque part que Shinnosuke reste intérieurement innocent, mais rares sont exposés ces cas. Shinnosuke adore draguer les filles et jouer avec ses quatre camarades (Nene, Kazama, Bo et Masao). Rien ne se passe sans que Shinnosuke ne montre ses fesses ou ne provoque des catastrophes. Il est peut-être un génie mais son QI est malheureusement incalculable. Dès la première apparition du manga aux États-Unis, par le groupe ComicsOne, Shin-Chan était considéré comme le "Bart Simpson du Japon". Shinnosuke est provocateur et joue souvent de son langage d'adulte immature pour amuser les lecteurs et téléspectateurs. Également, et à plusieurs reprises dans les épisodes, il est révélé que Shinnosuke est amoureux de son ancienne institutrice, Nanako Ōhara, qu'il trouve attirante et jolie. Durant quelques épisodes, une autre petite fille de l'école maternelle, nommée Ai et semblant énervante pour Shinnosuke, tente d'attirer l'attention de Shinnosuke, mais encore une fois ses tentatives échouent.
- Misae Nohara (née Koyama) (野原 みさえ, Nohara Misae?, Mitsy)
  - Voix japonaise : Miki Narahashi
  - Voix française : Fabienne Loriaux

Misae est la mère de Shinnosuke. Elle est née à Kumamoto sur l'île de Kyūshū. C'est une femme au foyer typique, elle nettoie, cuisine, lave le linge, élève son enfant (ou, du moins, essaye) et paresse, parfois, tout au long de la journée. Elle est dépensière et achète souvent des choses inutiles et sans intérêt, mais beaucoup de ses achats finissent à la poubelle à cause de Shinnosuke et Himawari. Misae préfère garder les économies de la famille pour elle toute seule.
- Hiroshi Nohara (野原 ひろし, Nohara Hiroshi?, Harry)
  - Voix japonaise: Keiji Fujiwara → Toshiyuki Morikawa (depuis août 2016)
  - Voix française: Frédéric Meaux

Hiroshi est le père de Shinnosuke. Il est né à Akita au nord du Japon, il a rencontré Misae à l'âge de 29 ans. C'est un père aimé par ses deux enfants mais aussi un mari dévoué. À 35 ans, il est référencé comme l'employé Japonais stéréotypé travaillant 8 heures par jour, bravant les trains bondés de monde, et confiant le salaire mensuel à son épouse. Quoi qu'il en soit, Hiroshi est un bon père de famille. Le soir après le travail, il savoure ses instants devant une bonne bière fraîche et regarde des défilés de maillots de bain et de bikinis avec son fils, ce qui met Misae hors d'elle.
- Himawari Nohara (野原 ひまわり, Nohara Himawari?, Daisy)
  - Voix japonaise: Satomi Kōrogi

Himawari est la petite dernière de la famille et la sœur de Shinnosuke. Elle est née en 1996 (la date de sa première apparition dans la série). C'est un bébé à la fois adorable et turbulent, mais dans la série, elle paraît, comme son frère, psychologiquement plus mûre. Elle a une attirance envers les objets brillants (bijoux, entre autres). Elle utilise souvent Shiro comme un jouet.
- Shiro (シロ, Shiro?, Blanco)
  - Voix japonaise: Mari Mashiba

Shiro est le chien de la famille, mais aussi le meilleur ami de Shinnosuke. Shinnosuke l'a trouvé dans un carton lorsqu'il n'était encore qu'un jeune chiot (dans les premiers épisodes). Il est habile et intelligent et surpasse parfois les capacités d'intelligence de son petit maître.

## Famille
- Yoshiji Koyama (小山 よし治, Waldo?)
  - Voix japonaise: Ken'ichi Sakaguchi→Tomoaki Ikeda

Le père de Misae, âgé de 63 ans. Aujourd'hui à la retraite, il travaillait à l'époque pour l'armée. Yoshiji est sévère et déteste négliger l'éducation de son petit-fils. À plusieurs reprises, dans certains épisodes, Yoshiji est agacé et exécrablement surpris du comportement de Shinnosuke et de son autre grand-père.
- Hisae Koyama (小山 ひさえ?)
  - Voix japonaise: Noriko Uemura

La mère de Misae, âgée de 58 ans. Elle est typique et n'a aucun caractère dans la version française. Dans la version originale, elle parle de mettre fin à ses jours.
- Ginnosuke Nohara (野原 銀の介?) Grand-père Garry
  - Voix japonaise: Ginzō Matsuo→Chō

Comme son fils et son petit-fils, Shinnosuke, il est turbulent et adore la compagnie des jolies jeunes femmes.
- Tsuru Nohara (野原 つる?)
  - Voix japonaise: Chie Kitagawa

La mère d'Hiroshi. Âgée de 62 ans. Bien qu'elle ait l'air sage, elle fait autant de trucs bizarres que son mari, parfois même devant Shinnosuke et Himawari.

## Les amis de Shinnosuke (La Force de Défense Kasukabe)
- Tōru Kazama (風間 トオル, Kazama Tōru?, Cosmo)
  - Voix japonaise: Mari Mashiba
  - Voix française: Nathalie Stas

C'est l'un de ses amis les plus polis qui devient généralement fou face à Shinnosuke. Shinnosuke agit parfois comme un homosexuel avec Kazama (des fois qu'il lui souffle dans l'oreille), ce qui rend Kazama furieux à chaque fois que Shinnosuke expose son comportement immature. Fils d'une mère aristocrate, Kazama est parfois trop sûr de lui et se considère intellectuellement plus mûre que les enfants de son âge. Kazama regarde secrètement un épisode de sa super-héroïne nommé Moe P.
- Nene Sakurada (桜田 ネネ, Sakurada Nene?, Nini)
  - Voix japonaise: Tamao Hayashi

Nene est l'une des amies et camarade de classe de Shinnosuke. Elle adore jouer au 'jeu du papa et de la maman' où le divorce et le ménage familial est le sujet principal du jeu. Elle force souvent les garçons à jouer à ce genre de jeu (Bo, Kazama et Shinnosuke) mais surtout Masao qui, lui, joue le rôle du mari peu dévoué et peu travailleur. Elle est aussi le personnage le plus caractériel du dessin-animé. Avant la naissance de Himawari, Nene était timide.
- Masao Sato (佐藤 マサオ, Satō Masao?, Max)
  - Voix japonaise: Teiyū Ichiryūsai

L'un des amis de Shinnosuke. Il est connu pour être le plus peureux et le plus pleurnichard de la bande. Dans certains contextes, Masao fait des remarques enfantines, presque de niveau bébé.
- Bo (ボー, Bō?, Bo)
  - Voix japonaise: Chie Satō

C'est l'un des amis de Shinnosuke. Il a l'air inexpressif et peu conscient de ce qui se passe devant lui. Il est collectionneur d'objets qui ont peu d'intérêt, tels que les cailloux. Il surprend parfois ses amis avec le peu de remarque qu'il fait. On voit même un fil de morve qui coule de son nez.

## Autres personnages
- Midori Ishizaka (née Yoshinaga) (石坂（よしなが） みどり, Ishizaka (Yoshinaga) Midori?, Mademoiselle Dori)
  - Voix japonaise: Yumi Takada→Haruhi Terada
  - Voix française: Julie Basecqz

L'enseignante de Shinnosuke. 24 ans. Elle rivalise toujours avec Ume Matsuzaka.Contrairement à Matsuzaka, c'est une fille de type "sage". Shinnosuke s'invite parfois à l'improviste à ses rendez-vous amoureux ce qui la fait enrager. Dans la saison 2, elle se marie avec un homme qu'elle a rencontré, Ishizaka.
- Ume Matsuzaka (松坂 梅, Matsuzaka Ume?, Mademoiselle Uma)
  - Voix japonaise: Michie Tomizawa
  - Voix française: Carole Baillien

Elle est la rivale de Midori. 24 ans. Célibataire. Elle préfère se montrer en public comme une femme riche, mais en réalité, fait face à la dure réalité de la vie en économisant et en habitant un appartement poussiéreux. Elle a un caractère de cochon et n'a jamais de copain jusqu'au jour ou elle tombe amoureuse de son ostéopathe.
- Bunta Takakura (高倉 文太, Takakura Bunta?, Principal Enzo)
  - Voix japonaise: Rokurō Naya
  - Voix française: Peppino Capotondi

Il est le principal de l'école maternelle, il est toujours appelé 'Kumichō' ('le parrain' dans la version française) à cause de son apparence de mafieux intimidant les gens ou les élèves. En réalité, il a un bon fond et une bonne attitude.
- Nanako Ōhara (大原 ななこ, Nanako?)
  - Voix japonaise: Sayuri→Shizuka Itō
  - Voix française: Carole Baillien

Nanako est une lycéenne avec qui Shinnosuke est tombé amoureux. Ils se sont rencontrés pour la première fois quand Shinnosuke avait quelque chose de coincé dans l'œil. Elle le lui a retiré et on, par la suite, gardés contact. Shinnosuke devient dingue à chaque fois qu'il l'a voit ou qu'il pense à elle. Nanako l'invite même en vacances et au cinéma.
- Shinobu Kandadori (神田鳥 忍?)
  - Voix japonaise: Mizue Ōtsuka

Shinobu est l'amie de Nanako. Elle est dans le club de catch de son université. Elle est très grosse et très musclée, c'est pourquoi Shinnosuke ne veut jamais la voir. Mehparti, le propriétaire de la résidence Grosse Cuisses, tombe amoureux d'elle mais lorsqu'il le lui dit, Shinobu lui donne une énorme coup de poing.
- Shijûrô  Ōhara (大原 四十郎?)
  - Voix japonaise: Mugihito

Le père de Nanako. C'est un romancier très célèbre.
- Action Kamen (アクション仮面, Muchacho Masqué?)
  - Voix japonaise: Tesshō Genda

Le super-héros préféré de Shinnosuke.
- Ai Suotome (酢乙女 あい, Ai?)
  - Voix japonaise: Ayako Kawasumi

Ai est une petite fille bourgeoise de l'école maternelle énervante pour Shinnosuke. Elle essaie d'attirer Shinnosuke en saison 2 mais ses stratégies sont toujours ratées.Nini la déteste car elle manipule les garçons pour qu'ils tombent amoureux d'elle. Elle a un chauffeur privé nommé Kuro-iso. Ai pratique comme sport l'escrime, elle pratique aussi l'allemand, l'anglais et le violon. Dans le 14e tome de la saison 2, elle montre et offre à Himawari un collier que son grand-père lui a offert quand elle s'est retournée toute seule dans son lit.
- Kuro-iso (黒磯?)
  - Voix japonaise: Fumihiko Tachiki

Il est le chauffeur privé d'Ai. Ai lui donne beaucoup d'ordres et il est parfois épuisé par elle.
- Gundom

Gundom est un autre super héros que Shinnosuke adore.
- Yoshi et Mimi

Yoshi et Mimi sont un jeune couple que la famille Nohara rencontre dans le tome 3 saison 2 à Hawaï. Ensuite, ils emménagent près de la maison des Nohara, et deviennent leur voisins. Hiroshi les détestent car ils sont stupides.
- Kuriyo Urima (売間 久里代, Déborah Derie?)

C'est une vendeuse d'élite. Elle apparaît dans la saison 1 où elle veut vendre des objets pour enfants à Shinnosuke mais il la vexe en croyant qu'elle était travestie. Elle a donc pris sa retraite et même coupée ses cheveux en mettant des perruques. Mais elle revient dans le tome 20 de la saison 2 pour revendre des choses pour bébés. Elle échoue plusieurs fois.
- Sam Muraille

Il dirige un dojo de kendo et il veut donc l'apprendre à Shin. Mais quand Shin le déconcentre, les cours ne sont plus du kendo du tout.

## Les habitants de la résidence Grosses Cuisses
La famille Nohara demeurent quelque temps dans une résidence car leur maison est en réparation après beaucoup de catastrophes. Voici leurs colocataires :
- Yonrō (四郎, Djamel de Santroie?)

Étudiant qui n'arrive presque jamais à travailler correctement. Shinnosuke fait un gros trou dans son mur et Yonro et les Nohara ont décidé de le cacher avec un rideau.
- Yū Yakutzukuri (役津栗 優, Carole de Compo?)

Jeune actrice de théâtre. Elle est très timide et ne se sent pas très à l'aise dans son propre style.
- Suzan Koyuki

Elle est gérante d'un bar de travestis et en est un. Elle séduit la plupart du temps Hiroshi. Son vrai nom est Iwao Genbu (玄武 岩男, Jacques Yves Costaud).
- Omata (オマタ, Mr. Mehparti?)

Il vient de la république d'Apoilousie (?). Il ne parle pas trop japonais et en réalité, c'est un prince. Shinnosuke lui apprend à parler le japonais mais sait aussi parler apoilousien. Mehparti est amoureux de l'amie de Nanako, Shinobu, qui est très musclée.
- Les policiers

Ce sont des policiers cachés dans la résidence pour espionner un dealer. Ils font semblant d’être père et fils, Shinnosuke gâche malgré eux leurs plans. Ils sont à présent considérés comme des pervers.
- Nushiyo Ōya (大屋 主代, Propri Esther?)

La propriétaire de la résidence. Elle est grincheuse et n'aime pas les enfants. En réalité elle a perdu son mari et sa fille dans un accident de voiture, c'est pourquoi quand elle voit les enfants de son age, ça lui serre le cœur. Elle a souvent tendance à faire "l'état des lieux". Il s'agit de regarder si rien n'a été cassé dans la chambre sinon, elle les fait payer en frais. Son hobby est de jouer au puzzle "La Tour De Dentiers 3D".